# Kębłowo (przystanek kolejowy)
Kębłowo – zamknięty przystanek kolejowy i ładownia, dawniej stacja kolejowa we wsi Kębłowo w woj. wielkopolskim, w powiecie wolsztyńskim, w gminie Wolsztyn.
Budynek adaptowany jest do innych celów.